# Coupe de France masculine de handball 1993-1994
Navigation
Coupe de France 1992-1993 Coupe de France 1994-1995
La Coupe de France masculine de handball 1993-1994 est la 13e édition de la compétition.
L'USAM Nîmes 30 remporte sa troisième coupe de France en disposant en finale du CSM Livry-Gargan, tombeur en demi-finale du Champion de France, l'OM Vitrolles.

## Modalités
La compétition regroupe uniquement les clubs du Championnat de première division et est disputée sous le format classique de coupe en match à élimination directe. Les huitièmes et quarts de finales sont disputés sous forme de matchs aller et retour tandis que les demi-finales et la finale de la Coupe de France masculine se sont déroulées à Lattes (banlieue de Montpellier) les 18 et 19 juin 1994. Le projet de candidature porté par le club local l'a emporté sur ceux de Reims Champagne, du HBC Chalon-sur-Saône, du Valence Handball, du Comité de la Sarthe, du HBC Roanne, du Nevers HB, du Comité de l'Isère, de l'OSM Lommois et de l'AS Haguenau.

## Tableau récapitulatif
|  | Huitièmes de finale              | Huitièmes de finale              | Huitièmes de finale  | Huitièmes de finale |                      |                      | Quarts de finale | Quarts de finale | Quarts de finale | Quarts de finale |  |  | Demi-finales         | Demi-finales         | Demi-finales         | Demi-finales         |  |  | Finale               | Finale               | Finale               | Finale               |
|  |                                  |                                  |                      |                     |                      |                      |                  |                  |                  |                  |  |  |                      |                      |                      |                      |  |  |                      |                      |                      |                      |
|  |                                  |                                  |                      |                     |                      |                      |                  |                  |                  |                  |  |  | 18 juin 1994, Lattes | 18 juin 1994, Lattes | 18 juin 1994, Lattes | 18 juin 1994, Lattes |  |  | 19 juin 1994, Lattes | 19 juin 1994, Lattes | 19 juin 1994, Lattes | 19 juin 1994, Lattes |
|  | [9] USM Gagny                    | [9] USM Gagny                    | 31                   | 26                  |                      |                      |                  |                  |                  |                  |  |  | 18 juin 1994, Lattes | 18 juin 1994, Lattes | 18 juin 1994, Lattes | 18 juin 1994, Lattes |  |  | 19 juin 1994, Lattes | 19 juin 1994, Lattes | 19 juin 1994, Lattes | 19 juin 1994, Lattes |
|  | [9] USM Gagny                    | [9] USM Gagny                    | 31                   | 26                  |                      |                      |                  |                  |                  |                  |  |  | 18 juin 1994, Lattes | 18 juin 1994, Lattes | 18 juin 1994, Lattes | 18 juin 1994, Lattes |  |  | 19 juin 1994, Lattes | 19 juin 1994, Lattes | 19 juin 1994, Lattes | 19 juin 1994, Lattes |
|  | [5] PSG-Asnières                 | [5] PSG-Asnières                 | 25                   | 27                  |                      |                      |                  |                  |                  |                  |  |  | 18 juin 1994, Lattes | 18 juin 1994, Lattes | 18 juin 1994, Lattes | 18 juin 1994, Lattes |  |  | 19 juin 1994, Lattes | 19 juin 1994, Lattes | 19 juin 1994, Lattes | 19 juin 1994, Lattes |
|  | [5] PSG-Asnières                 | [5] PSG-Asnières                 | 25                   | 27                  | USM Gagny            | USM Gagny            | 25               | 21               |                  |                  |  |  | 18 juin 1994, Lattes | 18 juin 1994, Lattes | 18 juin 1994, Lattes | 18 juin 1994, Lattes |  |  | 19 juin 1994, Lattes | 19 juin 1994, Lattes | 19 juin 1994, Lattes | 19 juin 1994, Lattes |
|  |                                  |                                  |                      |                     | USM Gagny            | USM Gagny            | 25               | 21               |                  |                  |  |  | 18 juin 1994, Lattes | 18 juin 1994, Lattes | 18 juin 1994, Lattes | 18 juin 1994, Lattes |  |  | 19 juin 1994, Lattes | 19 juin 1994, Lattes | 19 juin 1994, Lattes | 19 juin 1994, Lattes |
|  |                                  |                                  | USAM Nîmes           | USAM Nîmes          | 30                   | 22                   |                  |                  |                  |                  |  |  | 18 juin 1994, Lattes | 18 juin 1994, Lattes | 18 juin 1994, Lattes | 18 juin 1994, Lattes |  |  | 19 juin 1994, Lattes | 19 juin 1994, Lattes | 19 juin 1994, Lattes | 19 juin 1994, Lattes |
|  | [2] USAM Nîmes 30                | [2] USAM Nîmes 30                | USAM Nîmes           | USAM Nîmes          | 30                   | 22                   | 32               | 26               |                  |                  |  |  | 18 juin 1994, Lattes | 18 juin 1994, Lattes | 18 juin 1994, Lattes | 18 juin 1994, Lattes |  |  | 19 juin 1994, Lattes | 19 juin 1994, Lattes | 19 juin 1994, Lattes | 19 juin 1994, Lattes |
|  | [2] USAM Nîmes 30                | [2] USAM Nîmes 30                |                      |                     |                      |                      |                  | 26               |                  |                  |  |  | 18 juin 1994, Lattes | 18 juin 1994, Lattes | 18 juin 1994, Lattes | 18 juin 1994, Lattes |  |  | 19 juin 1994, Lattes | 19 juin 1994, Lattes | 19 juin 1994, Lattes | 19 juin 1994, Lattes |
|  | [8] Saint-Brice Val d'Oise 95    | [8] Saint-Brice Val d'Oise 95    | 20                   | 22                  |                      |                      |                  |                  |                  |                  |  |  | 18 juin 1994, Lattes | 18 juin 1994, Lattes | 18 juin 1994, Lattes | 18 juin 1994, Lattes |  |  | 19 juin 1994, Lattes | 19 juin 1994, Lattes | 19 juin 1994, Lattes | 19 juin 1994, Lattes |
|  | [8] Saint-Brice Val d'Oise 95    | [8] Saint-Brice Val d'Oise 95    | 20                   | 22                  | USAM Nîmes 30        | USAM Nîmes 30        | 26               | 26               |                  |                  |  |  |                      |                      |                      |                      |  |  | 19 juin 1994, Lattes | 19 juin 1994, Lattes | 19 juin 1994, Lattes | 19 juin 1994, Lattes |
|  |                                  |                                  |                      |                     | USAM Nîmes 30        | USAM Nîmes 30        | 26               | 26               |                  |                  |  |  |                      |                      |                      |                      |  |  | 19 juin 1994, Lattes | 19 juin 1994, Lattes | 19 juin 1994, Lattes | 19 juin 1994, Lattes |
|  |                                  |                                  | RC Strasbourg        | RC Strasbourg       | 23                   | 23                   |                  |                  |                  |                  |  |  |                      |                      |                      |                      |  |  | 19 juin 1994, Lattes | 19 juin 1994, Lattes | 19 juin 1994, Lattes | 19 juin 1994, Lattes |
|  | [16] Massy 91 Finances           | [16] Massy 91 Finances           | RC Strasbourg        | RC Strasbourg       | 23                   | 23                   | 17               | 21               |                  |                  |  |  |                      |                      |                      |                      |  |  | 19 juin 1994, Lattes | 19 juin 1994, Lattes | 19 juin 1994, Lattes | 19 juin 1994, Lattes |
|  | [16] Massy 91 Finances           | [16] Massy 91 Finances           | 18 juin 1994, Lattes |                     |                      |                      | 17               | 21               |                  |                  |  |  |                      |                      |                      |                      |  |  | 19 juin 1994, Lattes | 19 juin 1994, Lattes | 19 juin 1994, Lattes | 19 juin 1994, Lattes |
|  | [3] Montpellier Handball         | [3] Montpellier Handball         | 17                   | 24                  |                      |                      |                  |                  |                  |                  |  |  |                      |                      |                      |                      |  |  | 19 juin 1994, Lattes | 19 juin 1994, Lattes | 19 juin 1994, Lattes | 19 juin 1994, Lattes |
|  | [3] Montpellier Handball         | [3] Montpellier Handball         | 17                   | 24                  | Montpellier Handball | Montpellier Handball | 22               | 22               |                  |                  |  |  |                      |                      |                      |                      |  |  | 19 juin 1994, Lattes | 19 juin 1994, Lattes | 19 juin 1994, Lattes | 19 juin 1994, Lattes |
|  |                                  |                                  |                      |                     | Montpellier Handball | Montpellier Handball | 22               | 22               |                  |                  |  |  |                      |                      |                      |                      |  |  | 19 juin 1994, Lattes | 19 juin 1994, Lattes | 19 juin 1994, Lattes | 19 juin 1994, Lattes |
|  |                                  |                                  | RC Strasbourg        | RC Strasbourg       | 20                   | 25                   |                  |                  |                  |                  |  |  |                      |                      |                      |                      |  |  | 19 juin 1994, Lattes | 19 juin 1994, Lattes | 19 juin 1994, Lattes | 19 juin 1994, Lattes |
|  | [12] US Dunkerque                | [12] US Dunkerque                | RC Strasbourg        | RC Strasbourg       | 20                   | 25                   | 17               | 18               |                  |                  |  |  |                      |                      |                      |                      |  |  | 19 juin 1994, Lattes | 19 juin 1994, Lattes | 19 juin 1994, Lattes | 19 juin 1994, Lattes |
|  | [12] US Dunkerque                | [12] US Dunkerque                |                      |                     |                      |                      |                  | 18               |                  |                  |  |  |                      |                      |                      |                      |  |  | 19 juin 1994, Lattes | 19 juin 1994, Lattes | 19 juin 1994, Lattes | 19 juin 1994, Lattes |
|  | [10] RC Strasbourg               | [10] RC Strasbourg               | 24                   | 16                  |                      |                      |                  |                  |                  |                  |  |  |                      |                      |                      |                      |  |  | 19 juin 1994, Lattes | 19 juin 1994, Lattes | 19 juin 1994, Lattes | 19 juin 1994, Lattes |
|  | [10] RC Strasbourg               | [10] RC Strasbourg               | 24                   | 16                  | USAM Nîmes 30        | USAM Nîmes 30        | 27               | 27               |                  |                  |  |  |                      |                      |                      |                      |  |  |                      |                      |                      |                      |
|  |                                  |                                  |                      |                     | USAM Nîmes 30        | USAM Nîmes 30        | 27               | 27               |                  |                  |  |  |                      |                      |                      |                      |  |  |                      |                      |                      |                      |
|  |                                  |                                  | CSM Livry-Gargan     | CSM Livry-Gargan    | 13                   | 13                   |                  |                  |                  |                  |  |  |                      |                      |                      |                      |  |  |                      |                      |                      |                      |
|  | [11] H.B. Vénissieux Rhône-Alpes | [11] H.B. Vénissieux Rhône-Alpes | CSM Livry-Gargan     | CSM Livry-Gargan    | 13                   | 13                   | 26               | 22               |                  |                  |  |  |                      |                      |                      |                      |  |  |                      |                      |                      |                      |
|  | [11] H.B. Vénissieux Rhône-Alpes | [11] H.B. Vénissieux Rhône-Alpes |                      |                     |                      |                      |                  | 22               |                  |                  |  |  |                      |                      |                      |                      |  |  |                      |                      |                      |                      |
|  | [1] OM Vitrolles                 | [1] OM Vitrolles                 | 33                   | 22                  |                      |                      |                  |                  |                  |                  |  |  |                      |                      |                      |                      |  |  |                      |                      |                      |                      |
|  | [1] OM Vitrolles                 | [1] OM Vitrolles                 | 33                   | 22                  | OM Vitrolles         | OM Vitrolles         | 26               | 27               |                  |                  |  |  |                      |                      |                      |                      |  |  |                      |                      |                      |                      |
|  |                                  |                                  |                      |                     | OM Vitrolles         | OM Vitrolles         | 26               | 27               |                  |                  |  |  |                      |                      |                      |                      |  |  |                      |                      |                      |                      |
|  |                                  |                                  | US Ivry              | US Ivry             | 18                   | 24                   |                  |                  |                  |                  |  |  |                      |                      |                      |                      |  |  |                      |                      |                      |                      |
|  | [13] SC Sélestat                 | [13] SC Sélestat                 | US Ivry              | US Ivry             | 18                   | 24                   | 25               | 23               |                  |                  |  |  |                      |                      |                      |                      |  |  |                      |                      |                      |                      |
|  | [13] SC Sélestat                 | [13] SC Sélestat                 |                      |                     |                      |                      |                  | 23               |                  |                  |  |  |                      |                      |                      |                      |  |  |                      |                      |                      |                      |
|  | [4] US Ivry                      | [4] US Ivry                      | 32                   | 38                  |                      |                      |                  |                  |                  |                  |  |  |                      |                      |                      |                      |  |  |                      |                      |                      |                      |
|  | [4] US Ivry                      | [4] US Ivry                      | 32                   | 38                  | OM Vitrolles         | OM Vitrolles         | 19               | 19               |                  |                  |  |  |                      |                      |                      |                      |  |  |                      |                      |                      |                      |
|  |                                  |                                  |                      |                     | OM Vitrolles         | OM Vitrolles         | 19               | 19               |                  |                  |  |  |                      |                      |                      |                      |  |  |                      |                      |                      |                      |
|  |                                  |                                  | CSM Livry-Gargan     | CSM Livry-Gargan    | 26                   | 26                   |                  |                  |                  |                  |  |  |                      |                      |                      |                      |  |  |                      |                      |                      |                      |
|  | [7] CSM Livry-Gargan             | [7] CSM Livry-Gargan             | CSM Livry-Gargan     | CSM Livry-Gargan    | 26                   | 26                   | 25               | 20               |                  |                  |  |  |                      |                      |                      |                      |  |  |                      |                      |                      |                      |
|  | [7] CSM Livry-Gargan             | [7] CSM Livry-Gargan             |                      |                     |                      |                      |                  | 20               |                  |                  |  |  |                      |                      |                      |                      |  |  |                      |                      |                      |                      |
|  | [6] Villeurbanne HBC             | [6] Villeurbanne HBC             | 25                   | 18                  |                      |                      |                  |                  |                  |                  |  |  |                      |                      |                      |                      |  |  |                      |                      |                      |                      |
|  | [6] Villeurbanne HBC             | [6] Villeurbanne HBC             | 25                   | 18                  | CSM Livry-Gargan     | CSM Livry-Gargan     | 20               | 22               |                  |                  |  |  |                      |                      |                      |                      |  |  |                      |                      |                      |                      |
|  |                                  |                                  |                      |                     | CSM Livry-Gargan     | CSM Livry-Gargan     | 20               | 22               |                  |                  |  |  |                      |                      |                      |                      |  |  |                      |                      |                      |                      |
|  |                                  |                                  | US Créteil           | US Créteil          | 20                   | 14                   |                  |                  |                  |                  |  |  |                      |                      |                      |                      |  |  |                      |                      |                      |                      |
|  | [14] Girondins de Bordeaux HBC   | [14] Girondins de Bordeaux HBC   | US Créteil           | US Créteil          | 20                   | 14                   | 22               | 21               |                  |                  |  |  |                      |                      |                      |                      |  |  |                      |                      |                      |                      |
|  | [14] Girondins de Bordeaux HBC   | [14] Girondins de Bordeaux HBC   |                      |                     |                      |                      |                  | 21               |                  |                  |  |  |                      |                      |                      |                      |  |  |                      |                      |                      |                      |
|  | [15] US Créteil                  | [15] US Créteil                  | 21                   | 23                  |                      |                      |                  |                  |                  |                  |  |  |                      |                      |                      |                      |  |  |                      |                      |                      |                      |
|  | [15] US Créteil                  | [15] US Créteil                  | 21                   | 23                  |                      |                      |                  |                  |                  |                  |  |  |                      |                      |                      |                      |  |  |                      |                      |                      |                      |
|  |                                  |                                  |                      |                     |                      |                      |                  |                  |                  |                  |  |  |                      |                      |                      |                      |  |  |                      |                      |                      |                      |

A titre indicatif, le classement au terme du Championnat est indiqué devant chaque club.

## Huitièmes de finale
Les résultats des huitièmes de finale aller et retours, disputés respectivement les mercredi 16 et 23 février 1994, sont :
- Massy 91 Finances et Montpellier Handball 17-17 (6-9)
  - Massy 91 Finances : Ricard (6), Mazel (3, dont 2 pen.), Pons (3), Tristant (2), Coutinho (1), Happe (1), Mathieu (1).
  - Montpellier Handball : F. Anquetil (4), G. Anquetil (4), Wiltberger (4), Puigségur (3), Golić (1), Téoule (1).
- Montpellier Handball bat Massy 91 Finances 24-21 (13-9)
  - Montpellier Handball : Brkljacic (6), F. Anquetil (5), Wiltberger (3), G. Anquetil (2), Puigségur (2), Rouvier (2), Golić (2), Mahé (1), Téoule (1).
  - Massy 91 Finances : Mazel (6), Ricard (5), Tristant (3), Stefan (3 pen), Pons (2), Happe (1), Coutinho (1).

Le Montpellier Handball s'impose 41 à 38.
- USM Gagny bat PSG-Asnières 31-25 (15-12)
  - USM Gagny 93 : Abati (7), Monthurel (7), Cepulis (6, dont 4 pen.), Plantin (6), Knežević (4), Maurice (1),
  - PSG-Asnières : Cazal (8), Peruničić (8, dont 1 pen.), Cordinier (7), Certeaux (1), Latchimy (1).
- PSG-Asnières bat USM Gagny 93 27-26 (11-13)
  - PSG-Asnières : Peruničić (12, dont 2 pen.), Moualek (5), Cazal (3), Certeaux (2), Guignard (2), Latchimy (1), Cordinier (1), Kempé (1).
  - USM Gagny 93 : Monthurel (7), Abati (6), Maurice (5, dont 1 pen.), Cepulis (3), Plantin (2), Lepetit (1 pen.), Nyogog (1), Knežević (1).

L'USM Gagny s'impose 57 à 52.
- SC Sélestat est battu par US Ivry 25-32 (8-17)
  - SC Sélestat : Schwartz (6), Barassi (5), Schmidt (4), Engel (3), Berthier (2, dont 1 pen.), Stachnick (2), Voné (2), Kuhn (1).
  - US Ivry : Graillot (8), Prandi (6), Spinasse (5, dont 1 pen.), Wagner (4), Koudinov (3), Blin (2), Léandri (2), Hager (1), Kovalev (1).
- US Ivry bat SC Sélestat 38-23 (19-11)
  - US Ivry : Prandi (7), Motte (6), Wagner (5), Léandri (4), Blin (4), Kovalev (3), Poinsot (3, dont 2 pen.), Laurain (2), Spinasse (2), Koudinov (2).
  - SC Sélestat : Berthier (5), Kuhn (5), Kempf (4), Diss (3), Barassi (2), Stachnick (1), Camara (1), Golling (1), Demangeon (1).

L'US Ivry s'impose 70 à 48.
- CSM Livry-Gargan et Villeurbanne HBC 25-25 (12-14)
  - CSM Livry-Gargan : Girault (4), Samy (4 pen.), Caillard (3), Cloarec (3), Houlet (3), Schaaf (3), Csuvarski (2), Piscina (2), N'Doumbé (1).
  - Villeurbanne HBC : Cochery (6), Calić (5), Tai (5), Mocanu (4), Basneville (3), Rajaona (1), Sylla (1).
- Villeurbanne HBC est battu par CSM Livry-Gargan 18-20 (8-9)
  - Villeurbanne HBC : Basneville (4), Cochery (3), Taï (3), Križanović (2, dont 1 pen.), Čalić (3, dont 1 pen.), Mocanu (2), Villeminot (1).
  - CSM Livry-Gargan : Schaaf (5), N'Doumbé (5), Houlet (4, dont 1 pen.), Samy (3), Caillard (2), Grillard (1).

Le CSM Livry-Gargan s'impose 45 à 43.
- Girondins de Bordeaux HBC bat US Créteil 22-21 (10-12)
  - Girondins de Bordeaux HBC : Lallet (7, dont 5 pen.), Rios (5, dont 2 pen.), Figué (3), Bouquin (2), Brachet (2), Carrère (2), Loss (1).
  - US Créteil : Vassiliev (8), Cop (7, dont 5 pen.), D. Néguédé (2), Thoni (2), Remili (1), Todorovic (1).
- US Créteil batt Girondins de Bordeaux HBC 23-21 (10-9)
  - US Créteil : Lobanoff (5), D. Néguédé (5, dont 1 pen.), Thoni (4), Todorovic (3), Vassiliev (2), Karsenty (2), Boulant (1), Remili (1 pen.).
  - Girondins de Bordeaux HBC : Maurelli (6, dont 2 pen.), Bouquin (6), Arquez (3), Lallet (2, dont 1 pen.), Figué (2), Marty (1), Loss (1).

L'US Créteil s'impose 44 à 43.
- H.B. Vénissieux Rhône-Alpes est battu par OM Vitrolles 26-33 (13-15)
  - H.B. Vénissieux Rhône-Alpes : Portner (12, dont 2 pen.), Perli (7, dont 1 pen.), Bendris (2), Bernard (2), Woum-Woum (2), Vanel (1).
  - OM Vitrolles : Cochard (6), Munier (6), Jacques (4), Volle (4, dont 1 pen.), Gardent (3), Quintin (3), Richardson (3), Bouaouli (2), Kuzmanovski (2).
- OM Vitrolles et H.B. Vénissieux Rhône-Alpes 22-22 (13-11)
  - OM Vitrolles : Cochard (7, dont 5 pen.), Munier (4), É. Quintin (4), Jacques (3), Richardson (2), Halm (1), Bouaouli (1).
  - H.B. Vénissieux Rhône-Alpes : Portner (6, dont 3 pen.), Perli (5), Merlaud (3), Woum-Woum (3), Amalou (2), Vanel (2), Bendris (1).

L'OM Vitrolles s'impose 55 à 48.
- USAM Nîmes 30 bat Saint-Brice Val d'Oise 95 32-20 (15-10)
  - USAM Nîmes 30 : Grahovac (7, dont 2 pen.), Smajlagić (7), Lathoud (6), Echivard (4, dont 1 pen.), Portes (4), Kervadec (2), Chagnard (1), Chevalier (1 pen.).
  - Saint-Brice Val d'Oise 95 : Droy (5, dont 1 pen.), Ouakil (5, dont 3 pen.), Borsos (4), Győrffy (3), Lubery (2), Longérinas (1).
- Saint-Brice Val-d'Oise 95 est battu par USAM Nîmes 30 22-26 (12-13)
  - Saint-Brice Val-d'Oise 95 : Mantes (9, dont 5 pen.), Lubéry (3), Győrffy (3), Longerinas (2), Charlot (2), Delaporte (2), Charloton (1).
  - USAM Nîmes 30 : Echivard (6, dont 2 pen.), Grahovac (5, dont 3 pen.), Portes (4), Smajlagić (3), Kervadec (3), Courbier (2), Chauvet (2), Chagnard (1).

L'USAM Nîmes 30 s'impose 58 à 42.
- US Dunkerque est battu par RC Strasbourg 17-24 (6-15)
  - US Dunkerque : Nita (7), Deheunynck (5), Rabita (2), Deprez (1), Histre (1), Pinon (1).
  - RC Strasbourg : C. Seck (5), Arnold (4, dont 1 pen.), Lotus (4), D. Seck (4, dont 1 pen.), Gateau (3), Durban (1), Lhou Moha (1), Loehrer (1), Roth (1).
- RC Strasbourg est battu par US Dunkerque 16-18 (12-10)
  - RC Strasbourg : Speich (5), Durban (3), C. Seck (2), Gateau (2), D. Seck (2), Schott (1), Roth (1).
  - US Dunkerque : Tomic (7, dont 2 pen.), Nita (4, dont 1 pen.), Rabita (2), Histre (1), Deheunynck (1), Deprez (1), Diagne (1), Vermersh (1).

Le RC Strasbourg s'impose 40 à 35.

## Quarts de finale
Les résultats des quarts de finale aller, disputés les 9 et 10 avril 1994, et retour, disputés le 13 avril 1994, sont :
- OM Vitrolles bat US Ivry 26-18 (12-11)
  - OM Vitrolles : Volle (7, dont 1 pen.), Cochard (6, dont 4 pen.), Kuzmanovski (5), Gardent (4), E. Quintin (2), Munier (1), Richardson (1).
  - US Ivry : Poinsot (4), Graillot (3), Kovalev (3, dont 1 pen.), Koudinov (2), Wagner (2), Spinasse (2 pen.), Prandi (1), Laurain (1).
- US Ivry est battu par OM Vitrolles 24-27 (11-15)
  - US Ivry : Graillot (6), Hager (4), Koudinov (4, dont 1 pen.), Prandi (3), Poinsot (3, dont 2 pen.), Wagner (2), Spinasse (2, dont 1 pen.).
  - OM Vitrolles : Volle (5, dont 1 pen.), Gardent (5), Perreux (4), E. Quintin (4, dont 1 pen.), Jacques (3), Kuzmanovski (2), Cochard (2), Munier (1), Richardson (1)

L'OM Vitrolles s'impose 53 à 42.
- CSM Livry-Gargan et US Créteil 20-20 (15-8)
  - CSM Livry-Gargan : Girault (5), Cloarec (5), N'Doumbé (3), Samy (3), Schaaf (2, dont 1 pen.), Caillard (1), Bouriot (1).
  - US Créteil : Vassiliev (7), Thoni (3), Lobanoff (3, dont 1 pen.), Todorovic (3), Sénéchau (2), Leroux (1), Remili (1).
- US Créteil est battu par CSM Livry-Gargan 14-22 (7-14)
  - US Créteil : D. Néguédé (5), Vassiliev (3), Houlet (3), Thoni (2), Lobanoff (1).
  - CSM Livry-Gargan : Cloarec (7), Girault (6), Schaaf (5), Grillard (2), Caillard (2).

Le CSM Livry-Gargan s'impose 42 à 34.
- USM Gagny est battu par USAM Nîmes 25-30 (13-13)
  - USM Gagny 93 : Maurice (5, dont 2 pen.), Knežević (5, dont 1 pen.), Plantin (4), Monthurel (4), Abati (4), Cepulis (2), Lepetit (1).
  - USAM Nîmes 30 : Saračević (13, dont 5 pen.), Stoecklin (5), Lathoud (4), Echivard (2), Kervadec (2), Portes (2), Chagnard (1), Derot (1).
- USAM Nîmes bat USM Gagny 22-21 (13-10)
  - USAM Nîmes 30 : Stoecklin (7, dont 4 pen.), Grahovac (4, dont 1 pen.), Lathoud (4), Portes (2), Echivard (2), Chagnard (2), Smajlagić (1).
  - USM Gagny 93 : Knežević (6, dont 2 pen.), Monthurel (5), Abati (3), Lepetit (2), Nyogog (2), Germain (2), Cepulis (1).

L'USAM Nîmes s'impose 52 à 46.
- Montpellier Handball bat RC Strasbourg 22-20 (10-10)
  - Montpellier Handball : Wiltberger (6), Téoule (4, dont 2 pen.), Rouvier (3), Anić (3), Brkljacic (3), G. Anquetil (2), Puigségur (1).
  - RC Strasbourg : Durban (7), Lhou Moha (5), C. Seck (3, dont 2 pen.), Loehrer (2), Gateau (2), D. Seck (1).
- RC Strasbourg bat Montpellier Handball 25-22 (12-8)
  - RC Strasbourg : C. Seck (6, dont 3 pen.), Roth (4), Prisăcaru (4, dont 1 pen.), D. Seck (3), Lhou Moha (3), Durban (3), Loehrer (2).
  - Montpellier Handball : Wiltberger (5, dont 4 pen.), Rouvier (3), Puigségur (3), Teyssier (3), Brkljacic (3), Mahé (2), Anić (2), Téoule (1).

RC Strasbourg s'impose 45 à 44.

## Finalités

### Demi-finales
Les demi-finales se sont disputées à Lattes le 18 juin 1994 :
- CSM Livry-Gargan bat OM Vitrolles 26-19 (12-7)
  - CSM Livry-Gargan : Lavrov (toute la partie) ; Schaaf (8), Cloarec (6), Samy (6, dont 3 pen.), Caillard (2), N'Doumbé (2), Grillard (1), Girault (1).
  - OM Vitrolles : Martini (1re à 39e), Đorđić (39e à 60e) ; Cochard (3, dont 2 pen.), Kuzmanovski (3), Volle (2), Munier (2), Gardent (2), Perreux (2), Richardson (2), Jacques (1), Bouaouli (1), E. Quintin (1).

- USAM Nîmes 30 bat RC Strasbourg 26-23 (18-11)
  - USAM Nîmes 30 : Portes (7), Saračević (6, dont 3 pen.), Derot (4), Smajlagić (3), Kervadec (2), Courbier (1), Echivard (1), Chauvet (1), Stoecklin (1).
  - RC Strasbourg : C. Seck (8, dont 4 pen.), Roth (4), Prisăcaru (3), Lhou Moha (2), Arnold (2), D. Seck (2), Loehrer (1), Durban (1).

### Finale
La finale s'est disputée à Lattes le 19 juin 1994 :
- USAM Nîmes 30 bat CSM Livry-Gargan 27-13 (11-5)
  - USAM Nîmes 30 : Gaudin (1re à 53e), Renaudeau (53e à 60e) ; Saračević (6, dont 1 pen.), Stoecklin (5, dont 3 pen.), Lathoud (5), Derot (3), Kervadec (3), Portes (3), Courbier (1), Grahovac (1).
  - CSM Livry-Gargan : Lavrov (toute la partie) ; Schaaf (3), Cloarec (3), Samy (3), Jessel (1), N'Doumbé (1), Grillard (1), Caillard (1).

## Vainqueur final
| Coupe de France 1993-1994 USAM Nîmes 30 (3e coupe de France) |

L'effectif de l'USAM Nîmes 30 était :
- Christophe Chagnard
- Jérôme Chauvet
- Philippe Courbier
- Yohann Delattre
- Gilles Derot
- Frédéric Échivard
- Christian Gaudin
- Nikola Grahovac
- Guéric Kervadec
- Denis Lathoud
- Alain Portes
- Lionel Renaudeau
- Zlatko Saračević
- Irfan Smajlagić
- Stéphane Stoecklin

Entraîneur
- Jean-Paul Martinet.